# Список контактів
Список контактів (англ. Deception) — американський кінофільм Марселя Лангенеггера 2008 року. У головних ролях знялися Юен Мак-Грегор, Г'ю Джекман і Мішель Вільямс. У США фільм було вперше показано 25 квітня 2008 року,  в Україні — днем раніше.

## Сюжет
Джонатан МакКварі — бухгалтер, що працює аудитором в одній фірмі. У нього немає друзів, йому не щастить із жінками, тому він пізно засиджується на роботі й наглядає за іншими людьми через вікно свого кабінету.
Одного разу пізно вночі до нього приєднався чоловік, що назвався юристом Ваятом Боуз. Він запропонував Джонатанові покурити марихуану. Після цього Джонатан вирушив додому на метро. На станції він побачив молоду білявку із літерою "С" на сумці. Вона йому сподобалася, та чоловік не встиг познайомитися із нею. 
Наступного дня після роботи Ваят запросив Джонатана пограти в теніс. Після цього він провів його в свої апартаменти. Ваят позичив другові свій дорогий костюм. Далі Боуз повідомляє, що він має відлетіти з директором компанії в Лондон. У Джонатана опиняється телефон його товариша. Першої ж ночі по цьому телефону йому дзвонить жінка й домовляється про зустріч у готелі. Вони разом проводять ніч, наступного ранку Ваят заохочує Джонатана користуватися списком контактів його телефону. Нічні зустрічі з незнайомими жінками продовжуються протягом кількох днів. Проте однієї ночі він зустрічає жінку, яку бачив у метро. Під час нічних зустрічей їм заборонено розмовляти про свою роботу, називати імена, та МакКварі намагається вгадати ім'я дівчини й називає її Сонце. Вранці вона втікає до того, як він прокинувся.
Джонатан сподівався побачити її ще раз, тому більше не погоджувався на нічні побачення із незнайомими жінками. Однієї ночі вона таки зателефонувала йому й запропонувала зустрітися в китайському кварталі. Дівчина подарувала чоловікові шарф, а Джонатан натомість дав їй іграшкове каченя. Далі вони піднялися в номер. Дівчина сказала, що не хоче затягувати МакКварі в свої справи, та він наполіг, щоб вона залишилася. Він пішов по лід, проте коли повернувся до номера, побачив на постелі кров, його вдарили по голові й він знепритомнів. 
Коли Джонатан прокинувся, він викликав поліцію, та не міг сказати ні імені дівчини, ні будь-які її дані. До того ж власник готелю вважає, що Джонатан пройшов у номер наодинці. Джонатан намагається знайти Ваята, та ні в його фірмі, ні в будинку, куди приводив його Боуз, ніхто не знає про такого юриста. Натомість Джонатан зустрічає Боуза у себе в квартирі. Ваят вимагає від Джонатана, щоб він влаштувався працювати в компанію й перевів 20 мільйонів доларів на рахунок у китайський філіал банку. Тоді він обіцяє повернути зниклу дівчину йому.
Чоловік дізнався справжнє ім'я викрадача — Джеммі Гетц. Щоб довести Джонатові, що він не жартує, Джеммі вбив жінку, із якою МакКварі проводив ніч. 
Джонатан влаштувався на роботу й вкрав гроші для Гетца. Той переконав його, що дівчина чекає на нього в його квартирі й надіслав фотографію. Коли Джонатан увійшов у квартиру, пролунав вибух.
Наступного дня Джеммі Гетц прилетів до Мадриду, де на нього вже чекала дівчина "Сонце". Виявляється, що вона була повією, та Джеммі запропонував їй співпрацю й пообіцяв за вдало виконану аферу гроші. Та дівчина закохалася в Джонатана, тому не раділа цьому. Коли Джеммі під документами МакКварі намагався зняти гроші з рахунку, виявилося, що для цього потрібно два підписи — МакКварі й Ваята Боуза. Джонатан розгадав план Гетца, тому оформив рахунок у банку так, щоб гроші з нього могли зняти тільки двоє чоловіків. Він оформив собі документи на ім'я Ваята Боуза й очікував на Джеммі Гетца біля банку. Вони домовилися поділити гроші навпіл. Та Джонатан був готовий віддати свої гроші, щоб дізнатися, де знаходиться дівчина. "Сонце" тим часом зустріла їх на площі й вистрелила в Джеммі. Джонатан залишив біля трупа обидва кейси з грошима й наздоганяв дівчину. Вона вибачилася перед ним, що вплутала його в аферу й втекла. Та все ж вони ще зустрілися через деякий час.

## У ролях
- Г'ю Джекман — Джеммі Гетц (Ваят Боуз);
- Юен Мак-Грегор — Джонатан МакКварі — аудитор;
- Мішель Вільямс — співучасниця Ваята Боуза;
- Шарлотта Ремплінґ — Белль з Уолл-стріт;
- Ліза Гей Гемілтон — детектив Руссо;
- Меггі К'ю — Тіна;
- Наташа Генстридж — Сімона Вілкінсон;
- Білл Кемп — Кленсі;
- Малкольм Гудвін — Кеббі;

## Кінокритика
На сайті Rotten Tomatoes рейтинг кінофільму становить 13%.
На сайті Metacritic оцінка фільму — 31 із 100.